# Jette A. Kaarsbøl
Jette Anne Kaarsbøl (født 18. november 1961 i Hillerød) er en dansk forfatter. Hun debuterede i 2003 med romanen Den lukkede bog, der fik en for en debutroman helt usædvanlig succes. Den solgte langt over 100.000 eksemplarer, og modtog som den første debutbog nogensinde litteraturprisen De Gyldne Laurbær.
Siden da har Jette A. Kaarsbøl udgivet to romaner, Din næstes hus (2009) og Arrangerede udflugter (2013) (skrevet sammen med forfatteren Mette Rosenkrantz).
Jette Kaarsbøl har studeret kommunikation og statskundskab ved RUC og Københavns Universitet, men afbrød de studier for i stedet at færdiggøre en uddannelse som skolelærer og derefter at arbejde som lærer.

Med Den lukkede bog fik hun en overvældende debut, som det var svært at følge op på. Da Din næstes hus udkom, skrev Jyllands-Posten i sin anmeldelse af den usædvanligt svære toer: 
"Målt med genren alene - en psykologisk realisme med vægt på en kærlighedshistorie - er den faktisk tæt på fremragende."

I de senere år har Jette Kaarsbøl valgt at holde skrivepause. I stedet har hun åbnet en interiørbutik på Nørrebro i København. Hun har udtalt at kun, hvis en ny historie virkelig presser sig på, vil hun skrive igen.

## Udgivelser
- 2003: Den lukkede bog
- 2009: Din næstes hus
- 2013: Arrangerede udflugter (skrevet sammen med Mette Rosenkrantz).